# Moneda de Carlomagno de Aquisgrán

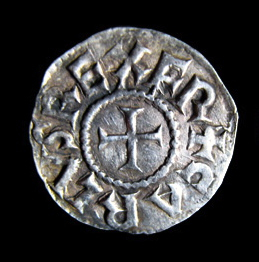
Anverso del penique de plata de Aquisgrán.

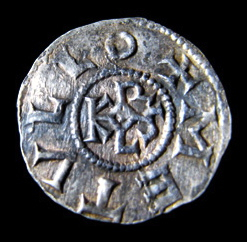
Reverso del penique de plata de Aquisgrán.

El denario o penique de Carlomagno de Aquisgrán, una moneda carolingia de plata, fue descubierto el 22 de febrero de 2008 en los cimientos de la Capilla Palatina de Aquisgrán, durante los trabajos arqueológicos realizados en el tramo nororiental del hexadecágono. Este es el primer hallazgo numismático de la época de Carlomagno en Aquisgrán.

## Descripción de la moneda
El anverso de la moneda presenta una cruz en el centro, rodeada por la inscripción latina CARLVS REX FR[ancorum] («Carlos, Rey de los Fr[ancos]»), que presenta una cruz a modo de separador entre FR y CARLVS. En el reverso, centrado, se encuentra el conocido monograma de Carlomagno es en el centro, con la línea de ejecución en forma de «v». En la reforma monetaria de 792-794 se determinó que una libra equivaldría a veinte chelines (sueldos) o 240 peniques (denarios o dineros). La introducción de este nuevo sistema monetario, caracterizado por una notable unificación de denominaciones a lo largo del reino de los francos, fue decretado en el Consejo de Fráncfort en 794. En este tipo de acuñación, la ceca quedaba nombrada en el reverso. En el caso del penique de Aquisgrán, la ceca figura como METVLLO, lo cual indica que la moneda se acuñó después de 794 en la ciudad de Melle, en Poitou-Charentes (actualmente parte de Francia).

## Importancia arqueológica
La moneda fue depositada probablemente durante la construcción de la Capilla Palatina, antes de que se completara el piso.
Así, el penique, junto con los descubrimientos dendrocronológicos y los registros literarios de Eginardo y Sigeberto de Gembloux, resulta de gran importancia para datar el inicio de la construcción de la Capilla Palatina carolingia, que, según este último descubrimiento, solamente puede corresponder a «poco después de 795».